# Boček de Poděbrady
Boček de Poděbrady (également connu comme: Boček IV de Kunštát et Poděbrady; tchèque: Boček IV z Poděbrad; né le 15 juillet 1442 – 28 septembre 1496, à Kłodzko) est le dernier des membres de la famille noble de  Poděbrady, issue des seigneurs Kunštát titulaire de ces deux fiefs.